# Championnat d'Europe de hockey sur glace 1932
Le dix-septième championnat d'Europe de hockey sur glace a eu lieu du 14 au 20 mars 1932 à Berlin en  Allemagne.

## Contexte
Ce seizième tournoi fut le dernier tournoi d'Europe indépendant du championnat du monde. En effet, les deux éditions précédentes étaient liées aux championnats du monde mais en 1932, le résultat du tournoi Olympique sert de classement pour le championnat du monde. Seulement, vue la conjecture mondiale financière, seulement deux équipes ont fait le déplacement à Lake Placid aux États-Unis et donc il fut décidé d'organiser un mois plus tard un championnat d'Europe.
À l'origine, il est prévu de calquer le fonctionnement du tournoi sur les tournois de 1926 et 1929 mais à l'issue du premier tour, le classement du groupe A (les trois équipes à égalité), il fut décidé de réaliser une phase finale avec cinq équipes dont les trois du groupe A.

## Première phase

### Groupe A
Résultats des matchs
- Allemagne 1-1 Suisse
- Autriche 2-2 Suisse
- Allemagne 1-1 Autriche

Classement
|   | Équipe    | PJ | V | N | D | BP | BC |
| - | --------- | -- | - | - | - | -- | -- |
| 1 | Autriche  | 2  | 0 | 2 | 0 | 3  | 3  |
| 1 | Suisse    | 2  | 0 | 2 | 0 | 3  | 3  |
| 1 | Allemagne | 2  | 0 | 2 | 0 | 2  | 2  |

### Groupe B
Résultats des matchs
- Tchécoslovaquie 1-1 France
- Tchécoslovaquie 7-0 Lettonie
- France 1-0 Lettonie

Classement
|   | Équipe          | PJ | V | N | D | BP | BC |
| - | --------------- | -- | - | - | - | -- | -- |
| 1 | Tchécoslovaquie | 2  | 1 | 1 | 0 | 8  | 1  |
| 2 | France          | 2  | 1 | 1 | 0 | 2  | 1  |
| 3 | Lettonie        | 2  | 0 | 0 | 2 | 0  | 8  |

### Groupe C
Résultats des matchs
- Grande-Bretagne 1-0 Roumanie
- Suède 4-1 Grande-Bretagne
- Suède 4-0 Roumanie

Classement
|   | Équipe          | PJ | V | N | D | BP | BC |
| - | --------------- | -- | - | - | - | -- | -- |
| 1 | Suède           | 2  | 2 | 0 | 0 | 8  | 1  |
| 2 | Grande-Bretagne | 2  | 1 | 0 | 1 | 2  | 4  |
| 3 | Roumanie        | 2  | 0 | 0 | 2 | 0  | 5  |

## Phase finale

### Tournoi pour la sixième place
Résultats des matchs
- France 1-0 Lettonie - résultat du premier tour
- Grande-Bretagne 1-0 Roumanie - résultat du premier tour
- France 3-3 Grande-Bretagne
- Lettonie 3-0 Roumanie
- France 5-0 Roumanie
- Grande-Bretagne 5-2 Lettonie

Classement
|   | Équipe          | PJ | V | N | D | BP | BC |
| - | --------------- | -- | - | - | - | -- | -- |
| 6 | France          | 3  | 2 | 1 | 0 | 9  | 3  |
| 7 | Grande-Bretagne | 3  | 2 | 1 | 0 | 9  | 5  |
| 8 | Lettonie        | 3  | 1 | 0 | 2 | 5  | 6  |
| 9 | Roumanie        | 3  | 0 | 0 | 3 | 0  | 9  |

### Tournoi pour la médaille d'or
Résultats des matchs
- Allemagne 1-1 Suisse - résultat du premier tour
- Autriche 2-2 Suisse - résultat du premier tour
- Allemagne 1-1 Autriche - résultat du premier tour
- Autriche 3-0 Tchécoslovaquie
- Suède 1-1 Suisse
- Suède 0-0 Autriche
- Allemagne 1-0 Tchécoslovaquie
- Suède 2-0 Tchécoslovaquie
- Allemagne 0-1 Suède
- Suisse 3-2 Tchécoslovaquie

Classement
|        | Équipe          | PJ | V | N | D | BP | BC |
| ------ | --------------- | -- | - | - | - | -- | -- |
| Or     | Suède           | 4  | 2 | 2 | 0 | 4  | 1  |
| Argent | Autriche        | 4  | 1 | 3 | 0 | 6  | 3  |
| bronze | Suisse          | 4  | 1 | 3 | 0 | 7  | 6  |
| 4      | Allemagne       | 4  | 1 | 2 | 1 | 3  | 3  |
| 5      | Tchécoslovaquie | 4  | 0 | 0 | 4 | 2  | 9  |

## Classement final
|        | Équipe          |
| ------ | --------------- |
| Or     | Suède           |
| Argent | Autriche        |
| bronze | Suisse          |
| 4      | Allemagne       |
| 5      | Tchécoslovaquie |
| 6      | France          |
| 7      | Grande-Bretagne |
| 8      | Lettonie        |
| 9      | Roumanie        |